# Lukáš Kašpar
Lukáš Kašpar (Most, 23 settembre 1985) è un hockeista su ghiaccio ceco.

## Palmarès

### Mondiali
- 2 medaglie:
  - 1 oro (Germania 2010)
  - 1 bronzo (Finlandia/Svezia 2012)